# Associazione Calcio Hellas 1911-1912
Questa pagina raccoglie i dati riguardanti l'Associazione Calcio Hellas nelle competizioni ufficiali della stagione 1911-1912.

## Stagione
La stagione 1911-1912 rappresenta per l'Hellas la seconda stagione calcistica della propria storia, nella quale conclude secondo in campionato a pari merito del Vicenza.

## Rosa
| N. |                   | Ruolo | Calciatore            |
| -- | ----------------- | ----- | --------------------- |
| -  | Italia (bandiera) | P     | Pellegrini            |
| -  | Italia (bandiera) | P     | Eugenio Scandalora I  |
| -  | Italia (bandiera) | P     | Attilio Signoroni     |
| -  | Italia (bandiera) | D     | Aldo Fagiuoli         |
| -  | Italia (bandiera) | D     | Guido Guarda          |
| -  | Italia (bandiera) | D     | Carlo Rossi           |
| -  | Italia (bandiera) | D     | Antonio Scandalora II |
| -  | Italia (bandiera) | D     | Silvio Ruberti        |
| -  | Italia (bandiera) | C     | Alessandro Bascheni   |

| N. |                   | Ruolo | Calciatore         |
| -- | ----------------- | ----- | ------------------ |
| -  | Italia (bandiera) | C     | Barbasetti         |
| -  | Italia (bandiera) | C     | Enrico Benini      |
| -  | Italia (bandiera) | C     | Cavallaro          |
| -  | Italia (bandiera) | A     | Giovanni Bianchi   |
| -  | Italia (bandiera) | A     | Giuseppe Forlivesi |
| -  | Italia (bandiera) | A     | Alberto Masprone   |
| -  | Italia (bandiera) | A     | Carlo Vigevani     |

## Risultati

### Prima Categoria

#### Sezione veneto-emiliana

##### Girone di andata
| Arbitro: | Magni (Milano) |

|                           |           |                     |
| Bianchi 24’ Forlivesi 40’ | Marcatori | 80’ (rig.) Giaretta |

| Arbitro: | Scamoni (Torino) |

|                     |           |                           |
| Rivas 17’ Gradi 84’ | Marcatori | 69’ Forlivesi 88’ Bianchi |

| Arbitro: | Varetto (Torino) |

|                                   |           |                            |
| Piccoli 35’ Brevedan 55’ Palù 57’ | Marcatori | 30’ Barbasetti 85’ Bianchi |

##### Girone di ritorno
| Arbitro: | Scamoni (Torino) |

|           |           |  |
| Zorzi 18’ | Marcatori |  |

| Arbitro: | Vicenzi (Bologna) |

|                            |           |                 |
| Forlivesi 32’ Vigevani 54’ | Marcatori | 68’ De Martinis |

| Arbitro: | Cattaneo (Milano) |

|              |           |                       |
| Masprone 12’ | Marcatori | 20’ (aut.) Pellegrini |

## Statistiche

### Statistiche di squadra
| Competizione    | Punti | In casa | In casa | In casa | In casa | In casa | In casa | In trasferta | In trasferta | In trasferta | In trasferta | In trasferta | In trasferta | Totale | Totale | Totale | Totale | Totale | Totale | DR |
| Competizione    | Punti | G       | V       | N       | P       | Gf      | Gs      | G            | V            | N            | P            | Gf           | Gs           | G      | V      | N      | P      | Gf     | Gs     | DR |
| --------------- | ----- | ------- | ------- | ------- | ------- | ------- | ------- | ------------ | ------------ | ------------ | ------------ | ------------ | ------------ | ------ | ------ | ------ | ------ | ------ | ------ | -- |
| Prima Categoria | 6     | 3       | 2       | 1       | 0       | 5       | 3       | 3            | 0            | 1            | 2            | 4            | 6            | 6      | 2      | 2      | 2      | 9      | 9      | 0  |
| Totale          | -     |         |         |         |         |         |         |              |              |              |              |              |              |        |        |        |        |        |        | -  |

### Statistiche dei giocatori
| Giocatore    | Campionato | Campionato |
| Giocatore    | Presenze   | Reti       |
| ------------ | ---------- | ---------- |
| Barbasetti   | 6          | 1          |
| A. Bascheni  | 2          | 0          |
| E. Benini    | 5          | 0          |
| G. Bianchi   | 6          | 3          |
| Cavallaro    | 6          | 0          |
| A. Fagiuoli  | 1          | 0          |
| G. Forlivesi | 6          | 3          |
| G. Guarda    | 6          | 0          |
| A. Masprone  | 6          | 3          |
| Pellegrini   | 4          | -6         |
| C. Rossi     | 6          | 0          |
| S. Ruberti   | 5          | 0          |
| A. Signoroni | 2          | -3         |
| C. Vigevani  | 5          | 1          |